# Balkanmeisterschaft 2012 (Badminton)
Die Balkanmeisterschaft 2012 im Badminton fand vom 4. bis zum 6. Mai 2012 in Burgas statt.

## Sieger und Platzierte
| Disziplin    | Gold | Silber | Bronze |
| ------------ | --- | --- | --- |
| Herreneinzel | Emre Vural | Blagovest Kisyov | Gergyn Nedialkov |
| Herreneinzel | Emre Vural | Blagovest Kisyov | Ramazan Öztürk |
| Dameneinzel  | Özge Bayrak | Stefani Stoeva | Busenur Korkmaz |
| Dameneinzel  | Özge Bayrak | Stefani Stoeva | Mariya Mitsova |
| Herrendoppel | Emre Arslan Hüseyin Oruç | Emre Lale Emre Vural | Maxim Carpenco Alexandru Morari |
| Herrendoppel | Emre Arslan Hüseyin Oruç | Emre Lale Emre Vural | Yulian Hristov Blagovest Kisyov |
| Damendoppel  | Stefani Stoeva Gabriela Stoeva | Florentina Constantinescu Alexandra Milon                                                                                                  | Ina Stefanovska Dea Zdravkovska |
| Damendoppel  | Stefani Stoeva Gabriela Stoeva | Florentina Constantinescu Alexandra Milon                                                                                                  | Neslihan Kılıç Ebru Tunalı |
| Mixed        | Hüseyin Oruç Ebru Tunalı | Ramazan Öztürk Neslihan Kılıç | Yulian Hristov Dimitria Popstoikova |
| Mixed        | Hüseyin Oruç Ebru Tunalı | Ramazan Öztürk Neslihan Kılıç | Ivan Rusev Gabriela Stoeva |
| Mannschaft   | Türkei Emre Aslan Emre Lale Hüseyin Oruç Ramazan Öztürk Emre Vural Özge Bayrak Neslihan Kılıç Busenur Korkmaz Ebru Tunalı Neslihan Yiğit | Bulgarien Yulian Hristov Blagovest Kisyov Gergin Nedyalkov Ivan Rusev Petya Nedelcheva Dimitria Popstoikova Gabriela Stoeva Stefani Stoeva | Rumänien Robert Ciobotaru George Constantinescu Daniel Cojocaru Ionut Gradinaru Carmen Blanaru Florentina Constantinescu Magda Lozmiceru Alexandra Milon |

## Teams

### Gruppe A
| Platz | Team           | Pld | W | L | MF | MA | MD  | Pts | Qualifikation |
| ----- | -------------- | --- | - | - | -- | -- | --- | --- | ------------- |
| 1     | Bulgarien      | 3   | 3 | 0 | 14 | 1  | +13 | 3   | Q             |
| 2     | Moldau         | 3   | 2 | 1 | 9  | 6  | +3  | 2   | Q             |
| 3     | Serbien        | 3   | 1 | 2 | 7  | 8  | −1  | 1   |               |
| 4     | Nordmazedonien | 3   | 0 | 3 | 0  | 15 | −15 | 0   |               |

Quelle

### Gruppe B
| Platz | Team         | Pld | W | L | MF | MA | MD  | Pts | Qualifikation |
| ----- | ------------ | --- | - | - | -- | -- | --- | --- | ------------- |
| 1     | Türkei       | 3   | 3 | 0 | 15 | 0  | +15 | 3   | Q             |
| 2     | Rumänien     | 3   | 2 | 1 | 9  | 6  | +3  | 2   | Q             |
| 3     | Bulgarien B  | 3   | 1 | 2 | 3  | 12 | −9  | 1   |               |
| 4     | Griechenland | 3   | 0 | 3 | 2  | 13 | −11 | 0   |               |

Quelle

### Endrunde
|  | Halbfinale | Halbfinale | Halbfinale |                  |  | Finale | Finale    | Finale |
|  |            |            |            |                  |  |        |           |        |
|  |            |            |            |                  |  |        |           |        |
|  |            | Bulgarien  | 3          |                  |  |        |           |        |
|  |            | Rumänien   | 0          |                  |  |        | Bulgarien | 0      |
|  |            |            |            |                  |  |        | Türkei    | 3      |
|  |            |            |            |                  |  |        |           |        |
|  |            |            |            | Spiel um Platz 3 |  |        |           |        |
|  |            | Moldau     | 0          |                  |  |        |           |        |
|  |            | Türkei     | 3          |                  |  |        | Rumänien  | 3      |
|  |            |            |            |                  |  |        | Moldau    | 0      |
|  |            |            |            |                  |  |        |           |        |